# Allium brachyscapum
Allium brachyscapum — вид рослин з родини амарилісових (Amaryllidaceae); поширений у Туркменістані й Ірані.

## Опис
Цибулини від яйцюватих до округлих, діаметром 0.8–1.5 см; зовнішні оболонки від сірі до пурпурових. Стеблина завдовжки 5–10 см, гнучка, значно коротша за листя. Листків 1(2), менші ніж 3 см завширшки, ланцетоподібні, зелені з сизим нальотом, 10–15(25) см завдовжки, 8–30 мм завширшки. Суцвіття ± півсферичні, досить щільні. Квітки плоско зірчасті, рожево-кармінові. Пиляки довгасті, рожево-жовті. Пилок сірувато-жовтий. Коробочка дещо стиснено-куляста трикутна, довжиною 4 мм і діаметром 5 мм. Насіння по 1–2(3) на комірку; поверхня тьмяна чорна. Період цвітіння: травень. 2n = 16.

## Поширення
Поширений у Туркменістані й Ірані. Населяє кам'янисті та щебеневі схили.